# I Liceum Ogólnokształcące im. Stefana Żeromskiego w Jeleniej Górze
I Liceum Ogólnokształcące im. Stefana Żeromskiego w Jeleniej Górze – jeleniogórskie liceum ogólnokształcące.

## Historia szkoły

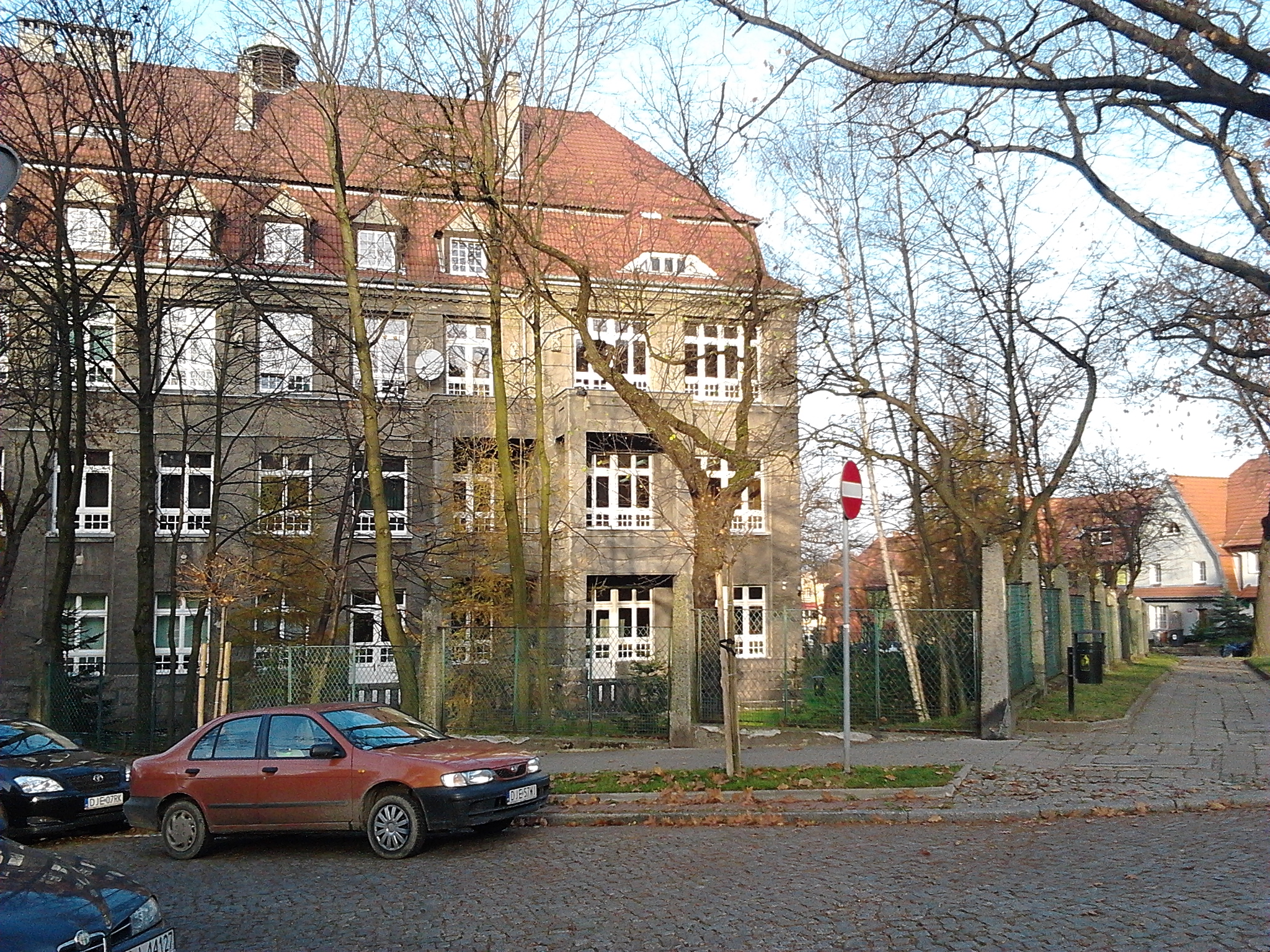
Widok na szkołę od strony skrzyżowania ul. Bogusławskiego z ul. Uroczą

14 kwietnia 1908 roku Rada Miejska w Jeleniej Górze (Hirschberg) zatwierdziła decyzję o podjęciu budowy nowej szkoły na terenie miasta najpóźniej w przeciągu pięciu lat. Fundusze na budowę znalazły się dosyć szybko, ale wybór lokalizacji zajął 3 lata. W 1910 r. sporządzenie projektu powierzono miejscowemu radcy budowlanemu Richardowi Kühnemannowi, który zakończył swą pracę na przełomie 1910 i 1911 roku. Wiosną 1911 roku rozpoczęto budowę, którą ukończono pod koniec roku 1913. Dnia 17 kwietnia 1914 roku uroczyście poświęcono nowy budynek, a jesienią rozpoczęły się tu lekcje w męskiej Średniej Szkole Realnej (Oberrealschule) przy ulicy Gerharta Hauptmanna 7 (obecnie: I Liceum Ogólnokształcące im. Stefana Żeromskiego przy ul. Kochanowskiego 18). Szkoła funkcjonowała w niezmienionej formie aż do ostatnich dni II wojny światowej, kiedy podczas wycofywania się Niemców w budynku usytuowano ambulatorium polowe.
Wybito medal upamiętniający I Liceum Ogólnokształcące im. Stefana Żeromskiego w Jeleniej Górze o treści Primus inter pares umieszczonej na rewersie.

## Absolwenci
- Stanisław Bareja – polski reżyser, scenarzysta filmowy i aktor
- Wiesław Koszela – dziennikarz
- Kazimierz Piotrowski (ur. 1940) – polski elektronik, alpinista i grotołaz
- Józef Puciłowski – dominikanin, historyk Kościoła, opozycjonista w czasach PRL, publicysta[2]
- Pola Raksa – aktorka (uczęszczała, gdy mieszkała w Jeleniej Górze)
- Maja Włoszczowska – polska kolarka górska, mistrzyni świata MTB 2010, wicemistrzyni olimpijska 2008 i 2016
- Adam Żurowski – geodeta, profesor zwyczajny nauk technicznych, nauczyciel akademicki i kierownik Katedry Geodezji na Politechnice Gdańskiej

## Nauczyciele
- Barbara Maciąg – polska szybowniczka, rekordzistka świata[3]